# Hwang Ui-jo
Hwang Ui-jo (28 augustus 1992, Seongnam) is een Zuid-Koreaans voetballer die doorgaans als centrumspits speelt. Hij is een voormalig international van Zuid-Korea. Hwang ligt sinds 2024 onder contract bij het Turkse Alanyaspor, dat hem heeft overgenomen van Nottingham Forrest.
1 Kim S. ·
2 Yoon ·
3 Kim J. ·
4 Kim Mi. ·
5 Jung ·
6 Hwang I. ·
7 Son H.  ·
8 Paik ·
9 Cho G. ·
10 Lee J. ·
11 Hwang H. ·
12 Song B. ·
13 Son J. ·
14 Hong ·
15 Kim Mo. ·
16 Hwang U. ·
17 Na ·
18 Lee K. ·
19 Kim Y. ·
20 Kwon K. ·
21 Jo ·
22 Kwon C. ·
23 Kim T. ·
24 Cho Y. ·
25 Jeong ·
26 Song M. ·
Coach: Bento